# Vir Dolorum (obraz Brata Francke z Hamburga)
Vir Dolorum – obraz namalowany przez Brata Franckego, malarza, dominikanina działającego w Hamburgu. Przykład północnoniemieckiego malarstwa tablicowego z początków XV stulecia, kiedy to w tym rejonie dominował nurt artystyczny zwany stylem pięknym. Obecnie znajduje się w zbiorach Kunsthalle w Hamburgu.

## Wygląd
Obraz jest namalowany na desce dębowej, techniką tempery. Przedstawiony jest na nim Chrystusa Boleściwego, który pokazuje swoją prawicą krwawiący bok. Towarzyszy jemu grupa pięciu aniołów. Czterej aniołowie zakrywają lekko wygięte ciało Jezusa, jedna para z nich unosi się i zakrywa umęczone ciało wielkim płaszczem jednocześnie podtrzymując błękitną tkaninę symbolizującą niebieski firmament, z którego wyłania się kolejny anioł. U dołu zaś para aniołów sugestywnie podtrzymują poły płaszcza. Anioł po lewej w drugiej ręce trzyma w drugiej ręce gałązkę lilii, zaś po prawej miecz. Tło obrazu stanowi brunatna brokatowa tkanina. Kompozycja obrazu jest zamknięta z dwóch stron, u góry wspomnianą tkaniną – rodzajem baldachimu, zaś u dołu brunatną kotarą, którą podtrzymują z dwóch stron dwa anioły.

## Analiza i interpretacja
Od strony ikonograficznej dzieło to jest odmianą Vir Dolorum, przy czym wątek pasyjny został tu wzbogacony zapowiedzią jednego z wydarzeń nowego życia Chrystusa, Sądu Ostatecznego. Unaoczniają to anioły trzymające białą lilię – Lilię Miłosierdzia i płomienisty Miecz Sprawiedliwości. W przedstawieniach Sądu Ostatecznego lilia symbolizuje przyjęcie zbawionych do nieba, zaś miecz oznacza odesłanie grzeszników na wieczne potępienie. Reasumując, Chrystus został tu ukazany jednocześnie jako Mąż Boleściwy Vir Dolorum i Sędzia świata Judex Mundi.
Od strony stylistycznej widoczne są tu wyraźnie cechy stylu międzynarodowego, jak i w mniejszym stopniu wątki realistyczne. Miękko spływające szaty, wdzięk, wysublimowanie, swoisty liryzm czynią to dzieło typowe dla sztuki przełomu XIV i XV stulecia, niemniej żywa jest tu wnikliwa obserwacja natury (na krzyżu widać nawet ujęte w sposób niemal fotograficzny słoje drewna).
Zleceniodawcą tego dzieła było Bractwo Świętego Krzyża działające przy hamburskim kościele Świętego Jana. Do nich należał jeden z ołtarzy w tymże dominikańskim kościele, zaś obraz z Mężem Boleściwym jako Sędzią Świata stanowił prawdopodobnie część retabulum ołtarzowego.